# Jeroen Kleijne
Jeroen Kleijne (Amsterdam, 1965) is een Nederlands schrijver en journalist.
Voor Psychologie Magazine maakte Kleijne de interviewserie Overlevers. Een deel van deze interviews werd in 2017 gebundeld in zijn boek De draad weer oppakken, over rouw- en traumaverwerking. Samen met actrice Margôt Ros schreef Kleijne het boek Hersenschorsing, over de ingrijpende gevolgen van haar hersenschudding. In oktober 2021 verscheen bij Xander Uitgevers de autobiografie van schaatser Jan Smeekens, met Kleijne als co-auteur. In 2022 is bij Nijgh & Van Ditmar de eerste roman uitgekomen van het schrijversduo Kleijne en Ros: Zeg maar Agaath. De opvolger verscheen in november 2023: Agaath gaat viraal.
Namens de VARAgids coördineert Kleijne sinds 2013 de Sonja Barend Award, de jaarlijkse prijs voor het beste televisie-interview. Als co-auteur werkte Kleijne mee aan 100 jaar Vliegenbos (2012) en De Buiksloterbreekbekkikker (Vior Webmedia, 2014).

## Persoonlijk
Kleijne heeft sinds 2015 een relatie met actrice Margôt Ros.

## Prijzen en nominaties
- Nominatie Nico Scheepmaker Beker 2021, voor Smeekens
- Nominatie Hebban Debuutprijs 2023, voor Zeg maar Agaath

## Bestseller 60
| Boeken met noteringen in de Nederlandse Bestseller 60 | Jaar van verschijnen | Datum van binnenkomst | Hoogste positie | Aantal weken | Opmerkingen                    |
| ----------------------------------------------------- | -------------------- | --------------------- | --------------- | ------------ | ------------------------------ |
| Hersenschorsing                                       | 2020                 | 08-04-2020            | 21              | 1            | in samenwerking met Margôt Ros |